# خوانيتا هاريسون
خوانيتا هاريسون (بالإنجليزية: Juanita Harrison)‏ هي كاتبة سير ذاتية أمريكية، (و. 1891 – 1967 م).